# Лелант
Лелант је у грчкој митологији, био титан, божанство ваздуха и ловачке вештине прикрадању плена. Његово име је изведено од грчких речи lêthô, lanthanô, и lelathon, што би значило „бежати, отићи или померати се неопажено“. 

## Митологија
Био је млађи титан, али његови родитељи нису познати. Са Перибејом је имао кћерку Ауру. Географски се везује за Лелантску равницу у Еубеји, али је Нон настанак мита приписао Фрижанима. Сматран је супротношћу богиње Лете, баш као што је његова кћерка Аура била супарница Артемиде.